# Константиновка (Аршалинський район)
Константи́новка (каз. Константиновка) — село у складі Аршалинського району Акмолинської області Казахстану. Адміністративний центр Константиновського сільського округу.
Населення — 869 осіб (2021; 1240 у 2009, 1459 1999, 1660 у 1989).
Національний склад станом на 1989 рік:
- росіяни — 57 %.